# Ali Ghazal
Ali Ahmed Ali Mohamed Ghazal (arabisch علي أحمد علي محمد غزال, DMG ʿAlī Aḥmad ʿAlī Muḥammad Ġazāl; * 1. Februar 1992 in Assuan) ist ein ägyptischer ehemaliger Fußballspieler.

## Karriere

### Verein
Ali Ghazal spielte in der Jugend für El Sekka El Hadid SC und Wadi Degla FC. Von dort wechselte er im Januar 2013 zu Nacional Funchal.

### Nationalmannschaft
2013 wurde Ali Gazal in der Qualifikation zur Weltmeisterschaft 2014 erstmals für die A-Nationalmannschaft von Ägypten nominiert. Sein A-Länderspieldebüt gab er am 5. März 2014 gegen Bosnien und Herzegowina. In der Gruppenphase der Qualifikation zur Afrikameisterschaft 2015 absolvierte Ali Ghazal im September 2014 gegen den Senegal und Tunesien seine ersten Pflichtspiele für Ägypten.